# Platyceps florulentus
Platyceps florulentus är en ormart som beskrevs av Geoffroy Saint-Hilaire 1827. Platyceps florulentus ingår i släktet Platyceps och familjen snokar. Inga underarter finns listade i Catalogue of Life.
Denna orm förekommer i med flera från varandra skilda populationer i Afrika, till exempel längs Nilen i Egypten, i Sudan, Etiopien, Kenya och Nigeria. Arten lever i låglandet och i bergstrakter upp till 2400 meter över havet. Den vistas främst i savanner och andra gräsmarker och dessutom besöks odlingsmark. Platyceps florulentus har oftast ödlor som skinkar som föda. Den äter även groddjur, småfåglar och små däggdjur. Honor lägger ägg.
För beståndet är inga hot kända. IUCN kategoriserar arten globalt som livskraftig.